# The Flowers of Romance
The Flowers of Romance var en tidlig punkgruppe der blev dannet af Jo Faull og Sarah Hall i sommeren 1976. Gruppen nåede aldrig at spille en offentlig koncert eller at udgave nogen plader, og er ligesom London SS og Masters of the Backsides mere kendt for de medlemmer der senere blev berømte. Medlemmerne af gruppen, der senere opnåede en større grad af succes var Sid Vicious fra Sex Pistols, Keith Levene, (et tidligt medlem af The Clash og senere af Public Image Ltd), samt Palmolive og Viv Albertine, der senere dannede gruppen The Slits. 
Johnny Rotten:
The Flowers of Romance is about ponces, people who pretend to be friends but all they really want is to leech on a good thing and spend your money. The original Flowers of Romance had about 40 fucking members, Keith was one of them and I gave them that name.
Marts 1981

## Bandmedlemmer
- Sid Vicious
- Keith Levene

## Ekstern henvisning
- Hjemmeside for The Flowers of Romance